# Бирюков, Евгений Афанасьевич
Евге́ний Афана́сьевич Бирюко́в (1936—2014) — генерал-майор Советской армии.

## Биография
Евгений Бирюков родился 19 июня 1936 года в городе Новоаннинский (ныне — Волгоградская область). В 1954 году он окончил десять классов Сталинградской специальной школы ВВС. С того же года — на службе в Советской армии. В 1955 году Е. Бирюков окончил Павлодарскую военную авиационную школу первоначального обучения лётчиков, в 1957 году — Кировабадское военное авиационное училище лётчиков, в 1966 году — Военно-воздушную академию имени Ю. А. Гагарина, в 1983 году — Военную академию Генерального штаба.
Служил в строевых частях дальнебомбардировочной авиации. В 1970—1973 годах Бирюков Е. А. занимал должность командира 444-го тяжёлого бомбардировочного авиаполка (гарнизон Воздвиженка, Приморский край), в 1973—1976 годах — заместителя командира 22-й гвардейской тяжёлой бомбардировочной авиадивизии (г. Бобруйск), а в 1976—1981 гг. — командира 22 гв. тбад. После окончания академии Генерального штаба остался в ней старшим преподавателем кафедры оперативного искусства ВВС. В 1985—1987 годах Бирюков Е. А. был заместителем начальника штаба 46-й воздушной армии, в 1987—1991 годах — на той же должности в 30-й воздушной армии. В сентябре 1991 года в звании генерал-майора авиации он был уволен в запас. Всего за время службы Бирюков Е. А. совершил более чем 5000 полётов на самолётах Дальней авиации Ту-16 и Ту-22 всех модификаций. Обучил более 200 лётчиков.
Проживал в Смоленске. Скончался 27 марта 2014 года, похоронен на Одинцовском кладбище Смоленска.
Был награждён орденом «За службу Родине в Вооружённых Силах СССР» 3-й степени и рядом медалей.